# Skuggstubb
Skuggstubb (Quietula y-cauda) är en fiskart som först beskrevs av Oliver Peebles Jenkins och Barton Warren Evermann, 1889.  Skuggstubb ingår i släktet Quietula och familjen smörbultsfiskar. IUCN kategoriserar arten globalt som livskraftig. Inga underarter finns listade i Catalogue of Life.